# Chrześcijański anarchizm
Chrześcijański anarchizm – ruch w teologii politycznej, który twierdzi, że anarchizm jest nieodłącznym elementem chrześcijaństwa i Ewangelii.

## Podstawa
Według chrześcijańskich anarchistów jedyną „instytucją", przed którą odpowiada człowiek, jest Bóg opisany w nauce głoszonej przez Jezusa Chrystusa. Z tego powodu zostaje odrzucona idea, że ludzkie rządy mają najwyższą władzę nad społeczeństwami. Chrześcijańscy anarchiści potępiają państwo, identyfikując je z przemocą, kłamstwem i bałwochwalstwem. Według nich „panowanie Boga” jest właściwym wyrazem relacji między Bogiem a ludzkością. Pod „panowaniem Boga” relacje międzyludzkie charakteryzowałyby się podzielnym autorytetem, przywództwem służebnym i powszechnym współczuciem – a nie hierarchicznymi, autorytarnymi strukturami, które zwykle przypisuje się religijnemu porządkowi społecznemu. Większość chrześcijańskich anarchistów to pacyfiści – odrzucają wojnę i stosowanie przemocy. 

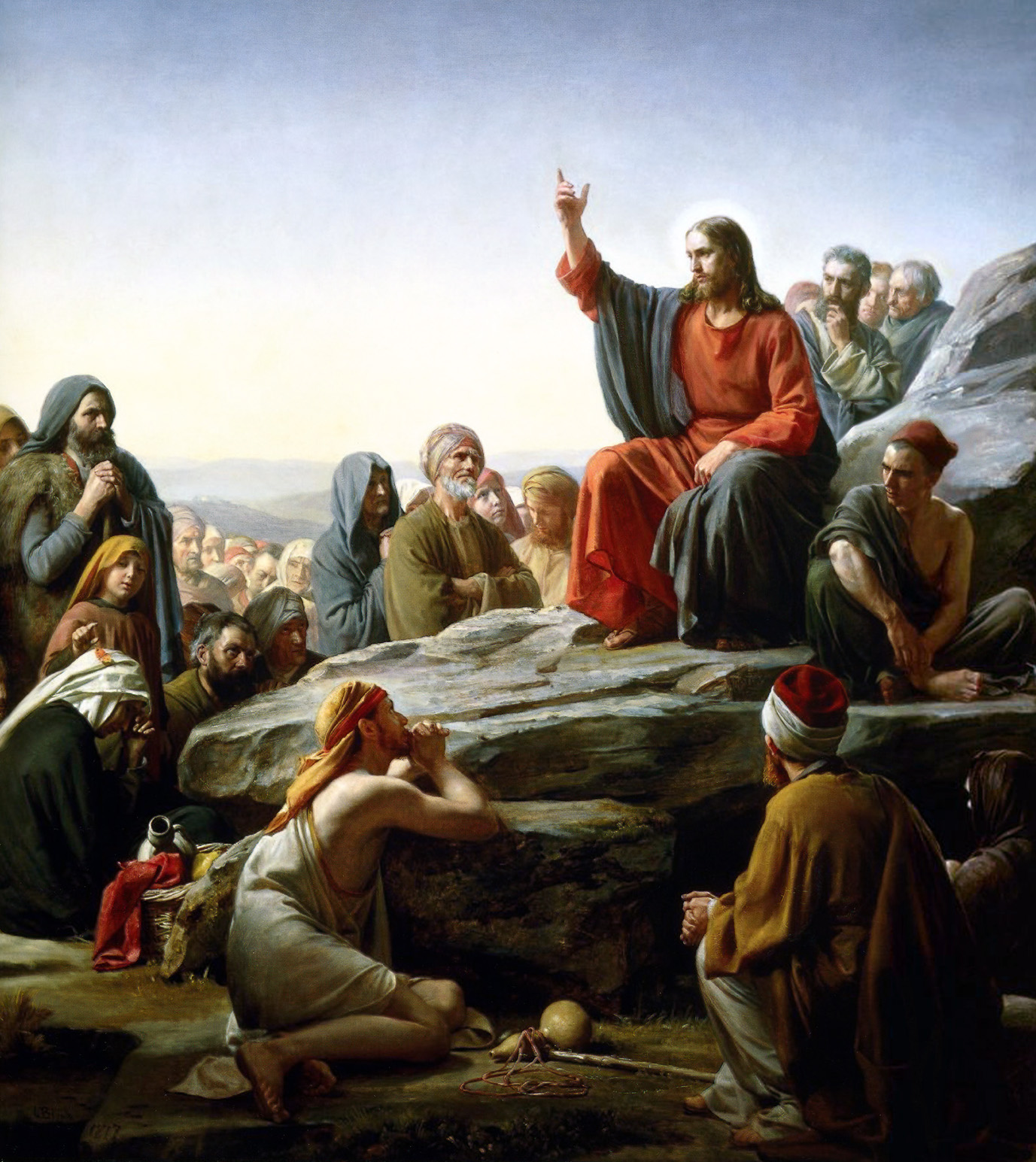
Carl Heinrich Bloch – Kazanie na górze

Niektórzy chrześcijańscy anarchiści są pacyfistami i przeciwstawiają się stosowaniu wszelkich form przemocy, czy to w ataku, czy w obronie własnej. Czują oni, że ziemskie instytucje, takie jak rząd czy Kościół, nie powinny mieć władzy nad nimi. Wierzą, że szukające wolności jednostki zostaną obdarzone łaską Boga tylko wtedy, gdy nadstawią drugi policzek.
Chrześcijańscy anarchiści powołują się w swoich poglądach przede wszystkim na Kazanie na górze. Dużą inspirację dla idei chrześcijańskiego anarchizmu stanowi książka autorstwa Lwa Tołstoja, Królestwo Boga jest wewnątrz Ciebie (1894). Autor postulował w niej społeczeństwo oparte na wolności, braku przemocy, współczuciu, sam jednak nigdy nie określał siebie anarchistą.

### Stary Testament
Francuski filozof i chrześcijański anarchista, Jacques Ellul, zauważa, że ostatni werset z Księgi Sędziów (Sdz 21,25) stwierdza, że w Izraelu nie było króla i że „wszyscy postępowali według własnego uznania”.  Następnie, jak zapisano w Pierwszej Księdze Samuela, lud Izraela chciał króla „tak, aby był jak inne narody”.  Bóg natomiast oświadczył, że lud odrzucił go jako swego króla. Ostrzegł, że ludzki król doprowadzi do militaryzmu, poboru i podatków, i że ich prośby o litość z jego żądań pozostaną bez odpowiedzi. Samuel przekazał ostrzeżenie Boże Izraelitom, ale wciąż domagali się króla, a Saul został ich władcą. W późniejszych kronikach Starego Testamentu Izraelici próbują żyć z podjętą decyzją.

### Nowy Testament
Bardziej niż jakiekolwiek inne źródło biblijne, Kazanie na górze jest podstawą chrześcijańskiego anarchizmu. Aleksandros Christogiannopoulos wyjaśnia, że Kazanie doskonale ilustruje główne nauki Jezusa o miłości i przebaczeniu. Chrześcijańscy anarchiści twierdzą, że państwo, oparte na przemocy, jest sprzeczne z Kazaniem i wezwaniem Jezusa do kochania naszych wrogów.
Ewangelie mówią o kuszeniu Chrystusa na pustyni. Przy ostatniej pokusie Jezus zostaje zabrany na wysoką górę przez Szatana i zostaje mu zaproponowane, że jeśli pokłoni się Szatanowi, ten da mu wszystkie królestwa świata. Chrześcijańscy anarchiści uznają to jako dowód na to, że wszystkie ziemskie królestwa i rządy są władane przez Szatana. Jezus odrzuca pokusę, zamiast tego decyduje się służyć Bogu, co sugeruje, że Jezus jest świadomy zepsutej natury ziemskiej władzy.
Chrześcijańska eschatologia, jak i różni chrześcijańscy anarchiści, tacy jak np. Jacques Ellul, utożsamiali państwo i władzę polityczną z Bestią w Księdze Objawienia.

## Poglądy

### Autorytet Kościoła
Z pewnymi znaczącymi wyjątkami, takimi jak katolicki ruch robotniczy, wielu chrześcijańskich anarchistów krytycznie podchodzi do kościelnych dogmatów i rytuałów. Podstawą takiego podejścia stanowi pragnienie, aby chrześcijanie byli mniej zajęci wykonywaniem rytuałów i głoszeniem teologii dogmatycznej, a bardziej przestrzeganiem nauki i praktyk Jezusa. Jacques Ellul i Dave Andrews twierdzą, że Jezus nie zamierzał być założycielem religii instytucjonalnej, podczas gdy Michael Elliot uważa, że jedną z intencji Jezusa stanowiło obejście ludzkich pośredników i pozbycie się kapłanów.

### Pacyfizm
Chrześcijańscy anarchiści, tacy jak Lew Tołstoj, Ammon Hennacy, Jacques Ellul i Dave Andrews, podkreślali słowa Jezusa, aby nie opierać się złu, lecz nadstawić drugi policzek. Twierdzili, że nauka ta może oznaczać jedynie potępienie państwa, ponieważ policja i wojsko posiadają monopol na legalne używanie siły. Wolność będzie kierowana łaską Boga tylko wtedy, gdy okaże się współczucie innym i nadstawi drugi policzek w obliczu przemocy. Chrześcijańscy anarchiści uważają, że przemoc rodzi przemoc, a cele nigdy nie usprawiedliwiają środków.
Wielu chrześcijańskich anarchistów praktykuje zasady niestosowania przemocy, braku oporu i "nadstawiania drugiego policzka". Aby zilustrować działanie braku oporu w praktyce, Aleksandros Christogiannopoulos przedstawia następującą chrześcijańsko-anarchistyczną odpowiedź na terroryzm:

Ścieżka wskazana przez Jezusa jest trudna, mogą nią kroczyć tylko prawdziwi męczennicy. „Męczennikiem", etymologicznie, to ten, kto staje się świadkiem swojej wiary. I jest to ostateczne świadectwo wiary, ukazujące, czy ktoś jest gotowym do praktykowania jej nawet wtedy, gdy zagrożone jest jego  życie. Ale życie, które należy poświęcić, nie jest życiem wroga, ale życiem męczennika – zabijanie innych nie jest świadectwem miłości, lecz gniewu, strachu lub nienawiści. Dla Tołstoja zatem, prawdziwy męczennik z przesłania Jezusa nie ukarze ani nie oprze się (albo przynajmniej nie użyje przemocy, aby się oprzeć), ale będzie się starał działać z miłości, jakkolwiek mocno, i niezależnie od możliwości ukrzyżowania. Cierpliwie uczyłby się wybaczać i nadstawiać drugiego policzka, nawet w sytuacji zagrożenia życia. Jedyny sposób aby ostatecznie zdobyć serca i umysły drugiego obozu i otworzyć możliwości pojednania w „wojnie z terroryzmem".

### Państwo
Najczęstszym wyzwaniem dla anarchistycznych teologów jest interpretacja 13 rozdziału Listu do Rzymian Św. Pawła w wersetach 1–7, w których apostoł domagał się posłuszeństwa wobec rządzących i opisał ich jako służących Bogu oraz wymierzających karę złoczyńcom. List do Rzymian we fragmencie 13,1–7 zawiera najbardziej wyraźne w Nowym Testamencie odniesienie do państwa. Pojawia się ono jednak w innych fragmentach: List do Tytusa 3,1, List do Hebrajczyków 13,17 i 1. List Piotra 2,13-17.
Niektórzy teologowie, tacy jak Charles Cranfield, interpretowali List do Rzymian 13,1–7 jako wezwanie Kościoła do wspierania państwa, ponieważ Bóg uświęcił państwo, aby było jego głównym narzędziem do zachowania porządku społecznego. Podobnie, w przypadku zaangażowania się państwa w „sprawiedliwą wojnę”, niektórzy teologowie twierdzą, że chrześcijanie mogą służyć państwu i "posługiwać się mieczem".  Chrześcijańscy anarchiści nie podzielają tych interpretacji Listu do Rzymian, ale nadal uznają je za „bardzo zawstydzający fragment”.
Chrześcijańscy anarchiści i pacyfiści, tacy jak Jacques Ellul i Vernard Eller, biorąc pod uwagę rozdział 13 Listu do Rzymian oraz nauki Jezusa o nadstawianiu drugiego policzka, nie nawołują do obalenia państwa. Uznają gniew i zemstę jako sprzeczne z chrześcijańskimi wartościami życzliwości i przebaczenia. Jednocześnie Ellul twierdzi, że nie należy popierać i uczestniczyć w instytucji państwa. Eller opisuje taką postawę w poniższy sposób:

Wyraźnie, każdy z tych ludzkich [autorytetów] jest tam, gdzie jest, tylko wyłącznie dlatego, że Bóg na to pozwala. Toleruje ich. A jeśli Bóg zechce tolerować... Imperium Rzymskie, ty też powinieneś być w stanie to znieść. Nic nie wskazuje na to, że Bóg powołał was, abyście usunęli go z drogi lub zmusili do nawrócenia. Nie można walczyć z Imperium nie stając się jak Imperium Rzymskie; więc lepiej zostawcie takie sprawy w rękach Boga, tam gdzie należą.

Interpretacja rozdziału 13 Listu do Rzymian, jako legitymacja władzy, spotyka się z trudnościami w wyjaśnieniu działania pod tyranami lub dyktatorami. Ernst Käsemann w swoim Komentarzu do Rzymian zakwestionował główny nurt chrześcijańskiej interpretacji owego fragmentu w świetle niemieckich kościołów luterańskich, które wykorzystywały go do uzasadnienia holocaustu.
List Pawła do chrześcijan rzymskich głosi: „Albowiem rządzący nie są postrachem dla uczynku dobrego, ale dla złego”. Jednak chrześcijańscy anarchiści zwracają uwagę na niekonsekwencję w przypadku traktowania tekstu dosłownie i w oderwaniu od całości, ponieważ zarówno Jezus, jak i Paweł zostali straceni przez rządzące władze lub „władców”, mimo że ich czyny należy uznać za właściwe.
Są też chrześcijańscy anarchiści, tacy jak Tołstoj i Hennacy, którzy nie widzieli potrzeby włączania nauk Pawła do swojej filozofii. Tołstoj wierzył, że Paweł przyczynił się do „odchylenia” Kościoła od nauczania i praktyk Jezusa, podczas gdy Hennacy uważał, że „Paweł zepsuł przesłanie Chrystusa”.  Hennacy i Ciaron O'Reilly, w przeciwieństwie do Ellera, opowiadają się za pokojowym nieposłuszeństwem obywatelskim, by stawić czoła uciskowi państwa.

### Proste życie
Chrześcijańscy anarchiści, tacy jak Ammon Hennacy, Peter Maurin i Dorothy Day, często opowiadają się za dobrowolnym ubóstwem. Może to wynikać z różnych powodów, jak np. wycofanie wsparcia dla rządu poprzez zmniejszenie dochodu podlegającego opodatkowaniu lub stosowanie się do nauk Jezusa. Jezus zalecał swoim uczniom dobrowolne ubóstwo, co chrześcijańscy anarchiści widzą w słowach: „Łatwiej jest wielbłądowi przejść przez ucho igielne, niż bogatemu wejść do królestwa Bożego” (Mk 10,25) i „Nie możecie służyć Bogu i Mamonie”(Łk 16,13).

### Wegetarianizm
Wegetarianizm w tradycji chrześcijańskiej ma długą historię, począwszy od pierwszych wieków Kościoła związanych z ojcami i matkami pustyni, którzy porzucili „świat ludzi” na rzecz  zbliżenia się do Trójcy Świętej. Wegetarianizm wśród pustelników i mnichów kościołów wschodnich oraz i rzymskokatolickich nadal jest powszechny do dziś jako środek upraszczający życie i praktyki ascezy. Lew Tołstoj, Ammon Hennacy i Théodore Monod swoją wiarę w niestosowanie przemocy i współczucie wobec wszystkich istot żywych urzeczywistniali m.in. poprzez wegetarianizm.

## Krytyka
Do krytyków chrześcijańskiego anarchizmu należą zarówno chrześcijanie, jak i anarchiści. Chrześcijanie często cytują trzynasty rozdział Listu do Rzymian jako dowód, że państwo powinno być przestrzegane. Świeccy anarchiści natomiast nie wierzą w jakąkolwiek formę władzy, również w tę przynależną Bogu. Najostrzejsza krytyka chrześcijaństwa pochodzi od rewolucjonisty Michaiła Bakunina. Twierdził on, że celem każdego systemu religijnego, jest ujarzmienie człowieka i wywyższenie Boga, co w efekcie prowadzi do ślepego poddaństwa i zależności od innych.
Chrześcijańscy anarchiści często uważają, że przytaczanie rozdziału 13 Listu do Rzymian jest wyjęte z kontekstu i do jego pełnego zrozumienia niezbędne jest zrozumienie rozdziału 13 Księgi Objawienia oraz rozdziału 13 Księgi Izajasza.